# 양재호 (1952년)
양재호(1952년 1월 7일 ~ )는 대한민국의 정치인이다. 제8대 양천구청장을 역임했다.

## 역대 선거 결과
|  | 47.74% |

|  | 36.96% |

|  | 46.39% |

|  | 15.11% |